# Каратабан (Октябрьский район)
Каратабан — упразднённая деревня в Октябрьском районе Челябинской области России. Входила в состав Крутоярского сельсовета. Исключена из учётных данных в 1984 году.

## География
Располагалась на левом берегу реки Уй, на расстоянии примерно 10 км по прямой к востоку от посёлка Крутоярский.

## История
По данным на 1970 год входила в состав Крутоярского сельсовета. В ней размещалось 4-е отделение совхоза «Крутоярский».
Исключена из учётных данных решением Челябинского облисполкома от 15 мая 1984 года № 173.

## Население
| 1970 | 1977 | 1983 |
| ---- | ---- | ---- |
| 198  | ↘122 | ↘15  |